# Xã Plumb, Quận Wabaunsee, Kansas
Xã Plumb (tiếng Anh: Plumb Township) là một xã thuộc quận Wabaunsee, tiểu bang Kansas, Hoa Kỳ. Năm 2010, dân số của xã này là 631 người.